# Rada Dyson-Hudson
Vera Radaslava Dyson-Hudson (geb. Demerec; 8. Juli 1930 in Long Island, New York; gest. 14. April 2016 in Ithaca) war eine US-amerikanische Anthropologin. Sie beschäftigte sich ursprünglich mit der Genetik von Drosophila und gewann hier den Westinghouse Science Talent Search 1947. Sie wechselte zum Fach Anthropologie, nachdem sie ihren Ehemann Neville Dyson-Hudson kennengelernt hatte. 1955 wurde sie Guggenheim Fellow und unternahm zwei Feldstudien in Ostafrika, wo sie über die Karamojong und die Turkana forschte. Sie war Mit-Autorin der Studien Rethinking Human Adaptation: Biological and Cultural Models (1983) und HRAFlex (1985). Sie arbeitete an der Universität Khartum und später an der Johns Hopkins University, der Binghamton University und der Cornell University als Professorin.

## Leben

### Jugend und Ausbildung
Vera Radaslava Dyson-Hudson wurde am 8. Juli 1930 auf Long Island, New York, geboren. Sie ist die Tochter der Wissenschaftslehrerin Mary Alexandra (geb. Ziegler) und des Genetikers Milislav Demerec. Demerec arbeitete am nahegelegenen Cold Spring Harbor Laboratory. In ihrer Jugend assistierte sie „Weltklasse“-Wissenschaftlern und anderen Kindern bei ihren Experimenten und freundete sich mit Sophie Coe an, die später wie sie ebenfalls Anthropologin wurde, mit der sie auch Coes Vater, dem Evolutionsbiologen Theodosius Dobzhansky, bei seiner Feldforschung assistierte. Sie ging an die Huntington High School und in der Oberstufe gewann sie den Westinghouse Science Talent Search 1947 mit ihrer Arbeit über Fruchtfliegengenetik. Sie erinnerte sich 2003 in einem Interview der New York Times, dass ihr Erfolg der „Beginn einer Kette“ („beginning of the chain“) von Forschungsstipendien war.
Nach dem Abschluss am Swarthmore College erwarb sie ihren Ph.D. als Fulbright Scholar 1954 am Somerville College in Oxford; ihre Dissertation, Taxonomy and ecology of the British species of drosophila, wurde von Arthur Cain und Philip Sheppard betreut. Sie wechselte zur Anthropologie nachdem sie Neville Dyson-Hudson in Oxford kennengelernt hatte. Sie heirateten 1953 in Oxford.

### Anthropologie
1955 wurde Dyson-Hudson ein Guggenheim Fellowship verliehen. Dieses Stipendium sollte später eine der Finanzierungsquellen für die dreijährige Feldstudie des Duos über das Volk der Karamojong im damaligen Protektorat Uganda sein, die sie von Januar 1955 bis September 1958 durchführten. Während dieser Zeit untersuchte sie die ökologischen Aspekte des Hirtenlebens dieses Volkes. 1958 erhielt sie ein Stipendium der American Association of University Women für weitere Arbeiten an dem Projekt.
Nach ihrer Feldstudie zu den Karamojong verwendete sie später den soziobiologischen Ansatz in ihrer Forschung. Sie wandte ihn auf ihre Forschungen zur Verhaltensökologie von Weidetieren an und stellte die Theorie auf, dass die menschliche Genetik die Evolution des menschlichen Verhaltens erklärt. Gemeinsam mit Michael A. Little und Eric Alden Smith verfasste sie das Buch Rethinking Human Adaptation: Biological And Cultural Models (1983).
Nach einer langen Pause in der Feldarbeit aufgrund der Unsicherheit in Uganda nahmen die beiden ihre Arbeit mit einem Forschungsprojekt über das Volk der Turkana im benachbarten Kenia wieder auf, das von der Andrew W. Mellon Foundation, der National Geographic Society, der National Science Foundation und der Wenner-Gren Foundation for Anthropological Research gefördert wurde; Rada selbst untersuchte zusammen mit ihrem Sohn und zwei Turkana-Feldassistenten die Geographie und Ökologie des Gebiets. Von 1982 bis 1998 hatte sie insgesamt drei Jahre Feldforschung über das Volk der Turkana geleistet. Sie veröffentlichte mehrere Buchkapitel und Zeitschriftenartikel auf Grundlage ihrer Turkana-Forschungen sowie das 1985 erschienene Buch HRAFlex, welches sie gemeinsam mit J. Terrence McCabe verfasste. Obwohl sie bei ihrer Feldforschung größtenteils mit ihrem Mann zusammenarbeitete, waren ihre „Daten und Karten von unschätzbarem Wert, um ein umfassendes Bild des Lebensraums und der Ökologie der Turkana-Nomaden zu liefern, das den Ökologen fehlte“, wie auch ihre früheren Karamojong-Feldforschungen gezeigt hatten („data and maps were invaluable in providing a broad picture of the habitat and ecology of the Turkana nomads that the ecologists did not have“).

### Universitäre Karriere
Von 1960 bis 1964 war sie Dozentin an der Universität Khartum, während ihr Mann dort arbeitete. Sie arbeitete für den Arbeitgeber ihres Mannes, die Johns Hopkins University, wo sie in der Abteilung für Pathobiologie als wissenschaftliche Mitarbeiterin und außerordentliche Professorin tätig war, aber aufgrund strenger Vetternwirtschaftsregeln keine Festanstellung oder Professorenstelle erhielt. Später wechselte sie zur Fakultät der Binghamton University, wo sie zuletzt als außerordentliche Professorin für Anthropologie tätig war. 1968 wurde sie Dozentin am Department für Biowissenschaften des Goucher College, und 1973 außerordentliche Professorin am College für Umweltwissenschaften und Forstwirtschaft der State University of New York (State University of New York College of Environmental Science and Forestry).
Später wechselte sie an die Abteilung für Anthropologie der Cornell University. Sie warf Cornell vor, die Universitätsleitung habe sie diskriminiert, indem sie ihr die Festanstellung verweigerte, und schloss sich 1978 acht anderen Cornell-Mitarbeitern an, um die Universität zu verklagen, weil sie ihrer Verpflichtung zur Förderung von Frauen nicht nachgekommen sei. Später kommentierte sie in einer Ansprache beim Ithaca Spring Women’s Festival 1979: „Wenn Cornell nach verfügbaren qualifizierten Bewerbern einstellen würde, gäbe es 33 mehr Frauen unter den Lehrkräften von Cornell“ („if Cornell were hiring according to available qualified applicants, there would be 33 more women on the Cornell faculty“). Obwohl sie und Cornell ihre Klage im April 1979 außergerichtlich beilegten, wurde sie später, zusammen mit den anderen „Cornell 11“, 1980 Teil einer weiteren geplanten Klage wegen Geschlechterdiskriminierung gegen Cornell. Anschließend wurde sie 1985 außerordentliche Professorin an der Cornell, und schließlich emeritierte Professorin.

### Persönliches, Tod, Vermächtnis
Sie war im Jahr 1958 in Cold Spring Harbor im Bundesstaat New York ansässig, lebte bis in die 1980er in Marathon, zog aber 1992 nach Ithaca. In den 1970ern besaß sie gemeinsam mit ihrem Mann Dyson-Hudson Dispersal, ein Agrarunternehmen, das Rinder verkaufte.
Am 15. November 1992 war sie in State College, Pennsylvania, in einen Autounfall verwickelt.
Sie starb am 14. April 2016, in Ithaca, New York, im Alter von 85 Jahren. Sie und ihr Ehemann hatten drei Kinder.
Die Zeitschrift American Anthropologist schrieb, dass ihr ökologischer Ansatz sie zur Pionierin in East African Pastoralist Studies (Ostafrikanischen Pastoralstudien) machte: 

„Ihre Forschung schuf einen entscheidenden Präzedenzfall für Studien zur Viehzucht, in denen die Populationen von Menschen und Vieh untrennbar mit der Dynamik der Umwelt verbunden waren. Ihr umfangreicher Einsatz von Kartierungen – von Ressourcen, Landnutzung und Bevölkerungsbewegungen – ist bis heute ein Modell von grundlegender Bedeutung für das Verständnis der Auswirkungen des Klimawandels auf diese fragilen menschlichen Ökosysteme. Die Arbeit von Anthropologen und Ökologen, die ihrem Weg folgten, und der problematische Verlauf der Entwicklung der Viehzucht in den letzten etwa fünfzig Jahren sind ein Beweis für ihre Einsicht.“